# 名古屋東西道路
名古屋東西道路（なごやとうざいどうろ）は、東名阪自動車道（名古屋環状2号線（国道302号））を名古屋市東西に結ぶために計画された地域高規格道路である。1994年12月16日候補路線に指定された。
名古屋市を東西に横断する高速道路は、名古屋高速道路5号万場線、2号東山線がある。同様に横断する道路として、名古屋市南部地域に計画されている。
自動車専用道路として計画されている。

## 計画している接続道路
- 名古屋環状2号線（国道302号）
- 名古屋高速道路
- 東名阪自動車道
- 名古屋豊田道路